# Jean-Michel Othoniel
Pour les articles homonymes, voir Othoniel (homonymie).
Jean-Michel Othoniel, né le 27 janvier 1964 à Saint-Étienne, est un artiste contemporain et sculpteur français connu pour ses créations en perles ou briques de verre.

## Biographie
Né en 1964, Jean-Michel Othoniel est le fils d'un ingénieur et d'une professeure des écoles. 
Diplômé de l'École nationale supérieure d'arts de Cergy-Pontoise en 1988, sa notoriété commence par ses œuvres exposées à la documenta de Cassel en 1992, des sculptures en soufre. Il privilégie les matériaux aux propriétés réversibles, par goût pour les métamorphoses, sublimations et transmutations,.
En 1992, lors d'un voyage sur les îles Éoliennes en Sicile pour voir du soufre natif, un volcanologue lui explique l'obsidienne, le verre naturel des volcans en lui précisant que celui qui arriverait à faire fondre de la pierre ponce en obtiendrait de l'obsidienne. Revenu en France, Jean-Michel Othoniel coopère avec le « centre international de recherche sur le verre et les arts plastiques » (cirva) pendant deux années de recherches.
À partir de 1993, il introduit le verre dans son travail et en expérimente les propriétés; transformations, mutations de la matière et passages d’un état à un autre font écho à un autre rite fondamental dans l’œuvre de l’artiste, celui du voyage et du souvenir. Il participe en 1994 à l’exposition « Féminin/Masculin » au Centre Pompidou. En 1996, la villa Médicis à Rome l'accueille en tant qu'artiste pensionnaire.
En 1997, il crée Le Collier Cicatrice, petit collier de verre rouge qu’il offre à qui veut le porter avec fierté. En 1996, il suspend des colliers de géants dans les bambous du jardin de la villa Médicis, puis aux arbres du jardin vénitien de la collection Peggy Guggenheim (1997), ainsi qu’à l’Alhambra et au Généralife, à Grenade (1999).
En 2000, un siècle après Hector Guimard, Jean-Michel Othoniel transforme, dans le cadre de sa première commande publique, la station de métro parisienne, Palais Royal-Musée du Louvre, en Kiosque des noctambules; deux couronnes de verre et d’aluminium dissimulent un banc destiné aux rencontres fortuites dans la ville.
À l'occasion de l’exposition « Crystal Palace » à la Fondation Cartier pour l'art contemporain à Paris en 2003 et au musée d’art contemporain de North Miami en 2004, il fait réaliser à Venise et au Centre international de recherche sur le verre et les arts plastiques de Marseille (cirva) des formes de verre soufflé, destinées à devenir d’énigmatiques sculptures, entre bijoux, architectures et objets érotiques.
Fin 2004, Le Petit Théâtre de Peau d’Âne est présenté sur la scène du Théâtre de la Ville de Rochefort puis au théâtre du Châtelet à Paris. C’est une installation composée de quatre dressoirs de bois laqué, de trente-cinq maquettes en verre filé, d’autant de globes et d’énormes vertugadins brodés d’or et de paillettes. L’artiste, qui a retrouvé dans la maison de Pierre Loti les petites marionnettes fragiles de l’enfance du célèbre écrivain français, leur offre ici son œuvre comme décor.
La même année, Othoniel investit les salles mésopotamiennes du musée du Louvre dans le cadre de l’exposition «Contrepoint». Ses sculptures monumentales de verre et d’aluminium, réalisées spécialement pour l’histoire des lieux, prennent là une dimension calme et intemporelle. La grande Rivière Blanche aux perles constellées de pointes de seins a été acquise par le musée d'art moderne de la ville de Paris en 2004. À l’occasion de Art Unlimited 2005, il expose Le Bateau de larmes dans le bassin situé devant l’entrée de Art Basel. L’artiste, dont le travail lie souvent l’intime au politique, a récupéré et utilisé une barque abandonnée par des boat-people cubains sur les plages de Miami. Une couronne, des chaînes et des colliers, tous de verre coloré, se transforment en leurs extrémités en d’énormes larmes de cristal limpide.
En 2006, il propose Peggy’s Necklace, un monumental collier de verre bleu sur la façade de la collection Peggy Guggenheim à Venise. Puis en 2008 et 2009, il expose à la galerie Perrotin à Paris, chez Sikkema Jenkins & Co à New York ainsi qu'à la galerie Karsten Greve de Cologne et Saint-Moritz.
« My Way», la première rétrospective qui lui est consacrée, est présentée en 2011 au Centre Pompidou à Paris et au Plateau / Samsung Museum of Art à Séoul, puis en 2012 au musée d'art contemporain de Hara à Tokyo, au Macao Museum of Art à Macao et enfin au Brooklyn Museum à New York.
En 2012, une invitation du musée Delacroix à Paris lui permet de dialoguer avec ce lieu chargé d’histoire à travers une série de sculptures inspirées de l’architecture des fleurs et de planches de son Herbier Merveilleux. Au printemps 2013, le Mori Art Museum de Tokyo lui commande, pour son 10e anniversaire, Kin no Kokoro, une œuvre monumentale installée de façon pérenne dans le jardin japonais Mohri Garden.
Pour l'aménagement des Rives de Saône, l'artiste a imaginé sur l'ancienne écluse de Caluire un belvédère constitué de perles de verre coloré qui répond à des lanternes installées sur l'île Barbe. L’œuvre a été inaugurée en septembre 2013.
Dans le cadre d'une nouvelle commande publique, il investit le parvis de l'hôtel-Dieu du Puy-en-Velay en 2014 et crée une sculpture monumentale, conçue spécifiquement pour ce lieu, Le Cœur de l'hôtel-Dieu. En mars 2015, Jean-Michel Othoniel inaugure «Secret Flower Sculptures» au musée Isabella Stewart Gardner, à Boston. Cette exposition voyage ensuite, à l’automne, à San Francisco. En mai 2015 à Versailles, l'artiste dévoile Les Belles Danses, trois sculptures fontaines installées sur les bassins du nouveau bosquet du Théâtre d’Eau réaménagé par le paysagiste Louis Benech.
En septembre 2016, Jean-Michel Othoniel dévoile une œuvre d'art totale et monumentale, Le Trésor de la Cathédrale d'Angoulême, sur laquelle il a travaillé pendant plus de huit ans.
En hommage à Gustave Le Gray qui réalise en 1857 à Sète la toute première photographie d'une vague, l'artiste présente au Centre régional d'art contemporain Occitanie (Sète) en 2017 The big wave, une œuvre monumentale large de 15 mètres, haute de 6 mètres et composée de 10 000 briques de verre noir.
C'est en 2018 qu'il réalise Alfa pour le Nouveau Musée national du Qatar, conçu par l'architecte Jean Nouvel, un projet conçu à l'échelle monumentale du bâtiment. L'œuvre comprend 114 sculptures fontaines dont les jets d'eau évoquent les formes fluides de la calligraphie arabe.
Il est élu membre de l'Académie des beaux-arts le 14 novembre 2018 au fauteuil no 5 en remplacement d'Eugène Dodeigne (1923-2015) et installé officiellement sous la coupole de l'Institut de France le 6 octobre 2021. À l'automne de la même année, il est nommé directeur de la Villa Dufraine, à Chars.
En 2019, Jean-Michel Othoniel expose au Musée du Louvre une nouvelle série de peintures spécialement créées pour les 30 ans de la pyramide sur les murs de la cour Puget, que le musée décide de faire entrer dans ses collections de façon pérenne l'année suivante.
En 2021, le Petit Palais invite l'artiste à investir le jardin et les salles des collections permanentes afin de présenter une exposition jouant avec l'architecture du lieu. Avec Le Théorème de Narcisse, il offre un parcours d'émerveillement au visiteur. Au même moment, Jean-Michel Othoniel inaugure sa Tour d'Or Blanc, à Amboise, nouvelle œuvre d'art publique, réalisée en collaboration avec les vignerons de la Loire. L'année 2021 est également marquée par son installation officielle à l'Académie des beaux-arts (France), qui s'attache à promouvoir et encourager la création artistique et veiller à la défense du patrimoine culturel français.
Dans la continuité de l'exposition au Petit Palais, Jean-Michel Othoniel poursuit son travail dans les jardins avec Treasure Gardens au Seoul Museum of Art et dans un des jardins du Deoksugung à l'été 2022.
Pour les 110 ans de la création du Palais idéal de Ferdinand Cheval, l'artiste est invité par le directeur Frédéric Legros à créer une exposition temporaire qui vient telle une prolongation du rêve du facteur animer le célèbre monument d'eau et de lumière avec la création spéciale d'œuvres, de sculptures-fontaines et vitraux.
Une grande commande publique est inaugurée en 2023 en France, Le Pont aux Boules d'Or, folie contemporaine dans le plus beau jardin de l'Essonne dans le Domaine de Méréville propriété du département avec le soutien notamment de la Fondation du Patrimoine. 

### Décorations
- Chevalier de l'ordre des Arts et des Lettres (9 novembre 2006)[21]
- Chevalier de la Légion d'honneur (1er janvier 2022)[22].

## Œuvres in situ

### Commandes publiques
- 2000 : Le Kiosque des Noctambules, Place Colette, Métro Palais-Royal - Musée du Louvre, Paris ;
- 2004 : Le Mât des Utopistes, station de métro Balma-Gramont, Toulouse.

- 2007 :
  - Les Larmes de couleurs, Parvis du collège Arthur-Rimbaud, Amiens ;
  - Le Confident, Square Doyen-Lépine, Tramway de Nice, Nice.

- 2008 : La Fontaine des cœurs renversés, Jardin Pontevès, Musée international de la parfumerie, Grasse ;
- 2013 : Le Belvédère et Les Lanternes de l’île Barbe, in « River Movie », Caluire, Grand Lyon.

- 2014 :
  - Le Cœur de l’Hôtel Dieu, Parvis de la Cathédrale, Le Puy-en-Velay ;
  - La Rose des vents, Cité Beisson, Aix-en-Provence.

- 2015 :
  - Les Belles Danses, Bosquet du Théâtre d’Eau, Jardins du Château de Versailles, Versailles ;
  - Le Trésor, Cathédrale Saint-Pierre d’Angoulême, Angoulême ;
- 2016 :
  - "Living by numbers", Amsterdam
- 2021 :
  - La Tour d'Or Blanc, Amboise.

## Expositions (sélection)

### Expositions personnelles récentes
- 2022 : 
  - Treasure Gardens", Séoul Museum of Art et jardin du Deoksugung Palace, Seoul ;
  - Le rêve de l’eau", Palais idéal du facteur Cheval, Hauterives[23] ;

- 2021 :
  - Le théorème de Narcisse", Petit Palais, Paris[24] ;
  - Wild Rosebuds", Galerie Perrotin, New York[25] ;
  - Nœuds sauvages", Arsenal art contemporain, Montréal[26].

- 2020 :
  - New Works", Kukje Gallery, Séoul[27].

- 2019 :
  - Othoniel", Galerie Perrotin, Shanghai[28] ;
  - Iles Singulières", Château La Coste, France[29] ;
  - Nudos Salvajes – Arte y matematicas", Centro Cultural Kirchner, Buenos Aires[30] ;
  - La Rose du Louvre", Musée du Louvre, Paris[31] ;
  - Oracles", Galerie Perrotin, Paris[32].

- 2018 :
  - Motion – Émotion", Musée des beaux-arts de Montréal, Canada[33] ;
  - Face à l'obscurité", Musée d'Art moderne et contemporain de Saint-Étienne Métropole, Saint-Étienne[34] ;
  - Dark Matters", Galerie Perrotin, New York[35].

- 2017 :
  - Géométries amoureuses", Crac - Centre régional d’art contemporain Occitanie, Sète et Carré Sainte-Anne, Montpellier[36].

## Ouvrages dont il est l'auteur ou l'illustrateur
- Jean-Michel Othoniel et Sophie Schmit-Angremyel, Jean-Michel Othoniel, Saint-Étienne, éditions des Cahiers intempestifs (Éditions Printer), 1997, 20 p. (ISBN 2-911698-07-X).
- Laurent Boudier et Jean-Michel Othoniel, Le Kiosque des noctambules, Paris, Éditions Flohic, 2000, 78 p. (ISBN 978-2-7053-3672-1).
- Jean-Michel Othoniel, Le Petit Théâtre de Peau d’Âne, Pierre Loti/Jean-Michel Othoniel, Arles, Mairie de Rochefort-sur-Mer, 2005, 127 p. (ISBN 978-2-9508943-2-8).
- Jean-Michel Othoniel, L'édredon cellulique, Mouzon, Musée du Feutre, Mouzon, 2008, 40 p. (ISBN 978-2-914882-07-1 et 2-914882-07-6).
- Jean-Michel Othoniel, L'Herbier Merveilleux : Notes sur le sens caché des fleurs dans la peinture, Arles, Actes Sud, coll. « Arts plastiques », 2008, 144 p. (ISBN 978-2-7427-7622-1).
- Jean-Michel Othoniel, Les Nœuds de Janus, Paris, Éditions Dilecta, 2009, 24 p. (ISBN 978-2-916275-60-4).
- Bernard Marcadé (trad. Sandra Reid, ill. Jean-Michel Othoniel), Un cœur abstrait, Arles, Actes Sud & The Monaco Project for the Arts/Othoniel Studio, coll. « Arts plastiques », 2009, 142 p. (ISBN 978-2-7427-8453-0).
- Jean-Michel Othoniel, Why Glass ?, Paris, Éditions Jannink, 2010, accompagné d’un miroir en obsidienne, 48 p.  (ISBN 978-2-916067-44-5). Édition courante sans l’œuvre  (ISBN 978-2-916067-45-2).
- Jean-Michel Othoniel, Herbier merveilleux, Paris, Co édition Actes Sud / musée Isabella Stewart Gardner, 2015, 192 p.
- Jean-Michel Othoniel, Le Trésor de la cathédrale d'Angoulême, Paris, a.p.r.e.s éditions, 2016, 144 p. et DVD du film Le Trésor d'Angoulême de Gilles Coudert et Damien Faure (a.p.r.e.s production / 52 min).
- [2017] (fr + en) Othoniel, Édouard Aujaleu, Nicole Kerangueven, Numa Hambursin (Commissaire d'exposition) et al., Carré Sainte-Anne (Montpellier), Géométries amoureuses - Se collectionner soi-même, 1992-2016, le verre, vol. 2, Paris, Lienart éditions, 2017, n.p.-31, 24 cm (ISBN 978-2-35906-205-2 et 2-35906-205-0, OCLC 1003643625, SUDOC 20379995X, présentation en ligne).
- Jean-Michel Othoniel, L'Herbier merveilleux. Notes sur le sens caché des fleurs du Louvre, Paris, Co édition Actes Sud / musée du Louvre, 2019, 208 p.
- Jean-Michel Othoniel, Le Théorème de Narcisse, Paris, Co-édition Actes Sud / Perrotin, 2021, 64 p. (ISBN 978-2-330-15645-9)
- Marie Darrieussecq, Frédéric Legros et Jean-Michel Othoniel, Le Rêve de l'eau, Jean-Michel Othoniel au Palais idéal du facteur Cheval, éditions Dilecta, 2022, 126 p.[37]